# ФК Полет 2011 Растина
ФК Полет је фудбалски клуб из Растине, општина Сомбор, Србија, основан 2011. године, тренутно се такмичи у МОЛ Сомбор.

## Историја
Лета 2011. године растински клуб Солунац одустао је од такмичења у Српској лиги Војводина, а своје место препустио Палићу. Уместо да настави такмичење у Подручној лиги Сомбор, Солунац се фузионисао са чонопљанском Слогом и тиме престао да постоји. Захваљујући овој фузији, Слога је, иако је сезону завршила на осмом месту табеле у најнижем рангу, прескочила неколико степеника и изборила пласман у Подручну лигу Сомбор.
У Растини је тог лета основан нови клуб под именом Растина 1918. После шест сезона проведених у најнижој лиги („бетон лиги“), као другопласирани тим изборио је пласман у Међуопштинску лигу – први разред. Десет година након оснивања, лета 2021. године, клуб је променио име у Полет.